# Methode nach Schlaffhorst und Andersen
Die Methode nach Schlaffhorst und Andersen ist eine ganzheitliche Atem-, Stimm- und Sprachtherapie. Sie wurde in der ersten Hälfte des 20. Jahrhunderts von Clara Schlaffhorst und Hedwig Andersen entwickelt und wird  heute in der Ausbildung zum Atem-, Sprech- und Stimmlehrer/zur Atem-, Sprech- und Stimmlehrerin gelehrt. Sie ist die älteste in Deutschland entwickelte Methode und eine der umfassendsten Behandlungskonzepte der Atem- und Stimmtherapie. Atem-, Sprech- und Stimmlehrer sind für die Behandlung aller logopädischen Störungsbilder sowohl von den gesetzlichen als auch den privaten Krankenversicherungen zugelassen.

## Grundlagen
Die Methode nach Schlaffhorst und Andersen geht von der Ganzheit des Menschen aus und betont den Atem als Bindeglied zwischen psycho-vegetativer Ebene und somatischem Ausdruck. Konsequenterweise werden
- Atemstörungen auch als Ausdruck psychosomatischer Prozesse berücksichtigt
- Atmung und Stimme als funktionelle Einheit aufgefasst, die Stimme immer im Zusammenspiel mit der Atmung gesehen und behandelt.[4]
- Atmung, Körperhaltung und Körperbewegung als Ganzes betrachtet und beübt
- Störungen des Sprechens und der Sprache als Störung der Kommunikationsfähigkeit ernst genommen und in ihrer Auswirkung auf die Persönlichkeitsentfaltung entsprechend gewichtet
- Atem-, Sprech- und Stimmstörungen als den Menschen immer existenziell beeinträchtigend begriffen.[5]

## Elemente der Therapie
Die Methode nach Schlaffhorst und Andersen hat das Ziel, den Menschen wieder mit seinen „Atemkräften“ und seinem „natürlichen Lebensrhythmus“ in Verbindung zu bringen.  Die Atemkräfte werden dabei als umfassend, die gesamte Person betreffend aufgefasst. Der Übende soll die volle Ausdruckskraft seiner Stimme (zurück)gewinnen, wie auch seine Sprachkompetenz und damit Kommunikationsfähigkeit.
Um dies zu erreichen, nutzt die Methode fünf so genannte „Regenerationswege“: Kreisende Bewegung, Schwingende Bewegung, Rhythmische Bewegung, Atmen und Tönen.
Die Wechselwirkungen von Atmung, Stimme, Haltung und Bewegung werden in den Übungen bewusst gemacht und im Sinne einer funktionellen Regeneration beübt. Über die gezielte Schulung von Körperhaltung und Bewegungskoordination soll die Sprach- und Stimmfähigkeit verbessert und der Genesungsprozess günstig beeinflusst werden. Dabei erlernt der Übende Bewegungen, die ökonomisch mit Atmung und Stimmgebung koordiniert werden. Jede (willkürliche) Körperbewegung (greifen, gehen, sich setzen etc.) soll nach Schlaffhorst und Andersen atemrhythmisch, das heißt in Übereinstimmung mit dem dreiteiligen Atemrhythmus, erfolgen. Ziel ist die (Wieder)herstellung einer als „euton“ bezeichneten Gesamtkörperspannung bei Bewegung und Stimmgebung und die (Wieder)herstellung der natürlichen Verbindung von Atmung, Stimme und Bewegung.
Auch der Atem selbst beziehungsweise das Atemmuster wird gezielt beeinflusst. Mit den skizzierten Körper- und Atemübungen wird unter anderem der Hauptatemmuskel, das Zwerchfell, natürlich stimuliert und die physiologische Funktion der Atemhilfsmuskulatur befördert, um die sogenannte Vollatmung (oder Costo-Abdominal-Atmung) zu erleichtern. In der Therapie können Stressbewältigungsstrategien ergänzt werden, damit der natürliche Atemrhythmus auch unter Anspannung nicht verloren geht.
Die Stimme erfährt durch die beschriebenen ganzheitlichen Übungsansätze ein Training aller an der Stimmgebung beteiligten Strukturen, einschließlich der Muskeln des inneren und äußeren Kehlkopfes. Darüber hinaus werden eine individuell angemessene Intonation und Phonation entwickelt, sowie Modulations- und Resonanztechniken erlernt.
Die Sprache wird sowohl durch Artikulationsübungen als auch durch Übungen zu Sprachfluss, -modulation und -motivation entwickelt. Darüber hinaus soll auch die allgemeine linguistische Kompetenz geschult werden.
Die Methode bietet eine Reihe von Möglichkeiten gezielter therapeutischer, insbesondere logopädischer Intervention (s. o.), stellt jedoch auch einen grundlegenden pädagogischen Ansatz dar, der den Umgang des Übenden/des Patienten mit sich, seiner Atmung, seiner Stimme und Sprache positiv verändern hilft.

## Geschichte
Die beiden aus Memel (Ostpreußen) stammenden befreundeten Frauen Clara Schlaffhorst (1863–1945) und Hedwig Andersen (1866–1957) litten selbst an Atem- beziehungsweise Stimmstörungen.
In dem Bemühen, die eigenen Probleme zu beheben, setzten sie sich auch mit der Arbeit des US-Amerikaners Leo Kofler auseinander und übersetzten sein Buch Die Kunst des Atmens (The Method of Taking and Controlling the Breath in Speaking and Light Singing) ins Deutsche. Auf der Grundlage dieser Auseinandersetzung sowie der Erfahrung ihrer langjährigen Lehrtätigkeit entwickelten sie einen eigenständigen Ansatz.
Sie arbeiteten ab ca. 1900 zusammen. Ab 1910 begannen sie die Lehrtätigkeit in Berlin. 1916 gründeten sie die erste Ausbildungsstätte in Rotenburg/Fulda. Diese wurde später nach Hustedt/Südheide (1926–1942) bzw. Seefeld/Pommern (1942–1945) verlegt. Nach dem Tod von Clara Schlaffhorst löste sich die Schule auf. Die Bevölkerung floh vor dem Einmarsch der Roten Armee nach Westen. Hedwig Andersen wurde von der ehemaligen Schülerin Annemarie Fischer auf deren Gut in Schönborn aufgenommen.
Schülerinnen der beiden setzten die Arbeit ab 1949 in Lieme (Lippe) und von 1961 bis 1984 in Eldingen fort. Seit 1984 wird die Methode in der CJD-Schule Schlaffhorst-Andersen in Bad Nenndorf gelehrt. Die Ausbildung der Schule führt heute zum Abschluss „Staatlich geprüfte(r) Atem-, Sprech- und Stimmlehrer(in)“.